# George Adamson
George Alexander Graham Adamson (Etawah, Uttar Pradesh, India británica, 3 de febrero de 1906 – parque nacional Kora, Provincia Costera, Kenia, 20 de agosto de 1989), también conocido como Baba ya Simba ('Padre de leones' en Suajili), fue un conservacionista de la vida salvaje y escritor británico. Él y su esposa Joy Adamson fueron conocidos por la película Born Free y el libro best seller con el mismo título, basados en la historia de Elsa, la leona, una cría huérfana de león que criaron y posteriormente reintrodujeron en la vida salvaje.

## Biografía
George Adamson nació el 3 de febrero de 1906 en Etawah, India (entonces India británica). Educado en la Dean Close School, Cheltenham, Inglaterra, visitó Kenia por primera vez en 1924. Después de varios trabajos, entre los que se encontraban buscador de oro, marchante de cabras y cazador profesional de safaris, se unió al departamento de caza de Kenia en 1938 y fue guarda senior del distrito de la Frontera Norte. Seis años más tarde se casó con Joy. Fue en 1956 cuando crio al cachorro de león Elsa, que dio lugar a la película de 1966 Born Free. 
Adamson se retiró de guardabosques en 1961 y se dedicó al cuidado de sus leones. En 1970, se trasladó al parque nacional Kora, en el norte de Kenia, para continuar con la rehabilitación de grandes felinos, en cautiverio o huérfanos, para su eventual reintroducción en la vida salvaje. George y Joy se separaron en 1970, pero continuaron pasando las vacaciones de Navidad juntos hasta que ella fue asesinada el 3 de enero de 1980.
George Adamson se hizo cargo de introducir en su manada a Christian, un león que adoptaron John Rendall y Anthony Bourke en Londres. Dicho león fue criado allí pero a los pocos meses su tamaño y peso comenzaron a generar problemas. John y Anthony decidieron llevarlo a su hábitat, y dejarlo en el parque nacional de Kora, a cargo de George, quien introdujo a Christian en la manada que él supervisaba. Este caso se hizo famoso porque, un año después de dejarle, John y Anthony decidieron visitar a su león, y, a pesar de que Adamson les advirtió que, en el caso de que el león no les reconociera, les percibiría como intrusos y habría problemas, ellos decidieron buscarle. Cuando Christian vio a sus antiguos dueños después de un año, se lanzó a abrazarles debido a que finalmente sí les reconoció.

## Asesinato
El 20 de agosto de 1989, el anciano de 83 años Adamson fue acribillado a balazos en la reserva Kora por bandidos somalíes cuando iba a ayudar a unos turistas.
Está enterrado en la reserva, junto a su amigo el león "Boy". También está enterrado allí su hermano, Terrance Adamson, y el león Supercub.

## Cine y televisión
- 1966 Born Free, película basada en el libro homónimo de Joy Adamson sobre Elsa, la leona. Protagonizada por Virginia McKenna como Joy Adamson y Bill Travers como George Adamson. George Adamson trabajó como supervisor técnico jefe.[6]
- 1967 The Lions Are Free, la verdadera historia de lo que ocurrió a los leones Boy, Girl, Ugas, Mara, Henrietta, Little Elsa y otros leones que protagonizaron la popular película Born Free. George Adamson rehabilitó a la mayoría de los leones tras la finalización del rodaje de la película. Película estilo documental.[7]
- 1969 An Elephant Called Slowly, documental protagonizado por George Adamson, Bill Travers y Virginia McKenna.[8]
- 1972 Living Free, secuela de Born Free, protagonizada por Nigel Davenport como George Adamson, y Susan Hampshire como Joy Adamson.[9]
- 1972 Christian the Lion, documental de Christian el león y su viaje con George Adamson; escrita, producida y dirigida por Bill Travers y James Hill, el director de Born Free.[10]
- 1974 Born Free, serie de televisión, adaptación libre protagonizada por Gary Collins y Diana Muldaur[11]
- 1999 To Walk With Lions, largometraje protagonizado por Richard Harris como George Adamson.[12][13]
- 1989 Lord of the Lions... Adamson of Africa, película filmada en the Kora Reserve en Kenia solo unos meses antes del asesinato de George. 53 minutos aproximadamente.
- 2011 Elsa's Legacy: The Born Free Story, documental de Nature PBS.